# Nuptadi Planitia
La Nuptadi Planitia è una struttura geologica della superficie di Venere.